# Plectus frigophilus
Plectus frigophilus är en rundmaskart som beskrevs av Kiryanova 1958. Plectus frigophilus ingår i släktet Plectus och familjen Plectidae. Inga underarter finns listade i Catalogue of Life.